# Vojnić-Breg
Vojnić-Breg – wieś w Chorwacji, w żupanii krapińsko-zagorskiej, w gminie Bedekovčina. W 2011 roku liczyła 146 mieszkańców.